# شاون عليا
شاون عليا (بالفارسية: شاوون) هي منطقة سكنية تقع في قسم اني الريفي في إيران. يقدر عدد سكانها بـ 126 نسمة .